# يوحنا الأرمني

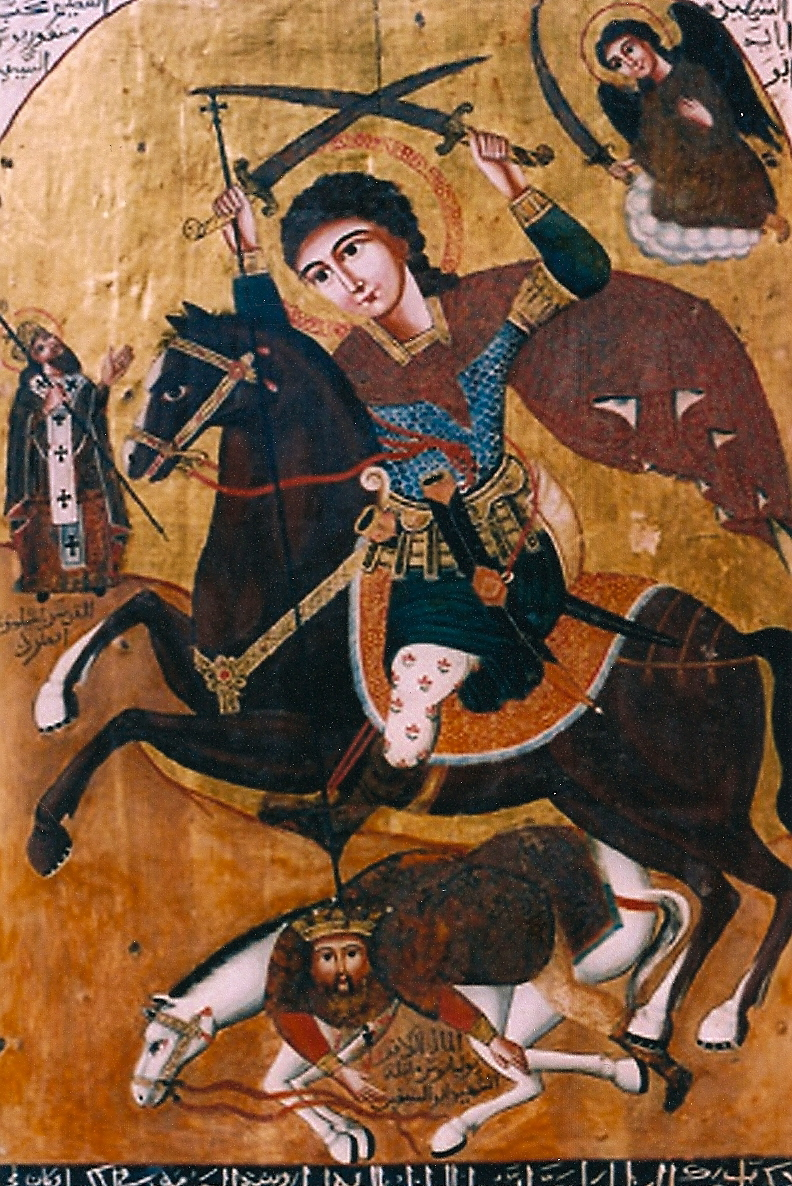
أيقونة القديس مرقوريوس بالكنيسة المعلقة، من عمل يوحنا الأرمني

يوحنا الأرمني القدسي أو حنا الأرمني (حوالي عام 1720 ـ 27 يوليو 1786) فنان قبطي أرمني الأصل عاش في مصر في القرن الثامن عشر، ويعد أشهر فناني الأيقونات المصريين وأغزرهم إنتاجًا.
وفد يوحنا الأرمني من القدس ناقلًا معه تقاليد المدارس الفنية في سوريا وفلسطين، تلك المدارس التي نشأت وازدهرت تحت مؤثرات انفتاح هذه المنطقة على الغرب، وتفاعل مسيحيي الشام مع أقرانهم الغربيين. تزين أيقونات يوحنا الأرمني جدران الكنيسة المعلقة في مصر القديمة بالقاهرة.
توفي يوحنا الأرمني بالقاهرة في 27 يوليو 1786.

## وصلات خارجية
- دراسات تخص يوحنا الأرمني في قسم الآثار والفنون القبطية علي موقع الكنوز القبطية